# Privilegium Othonis

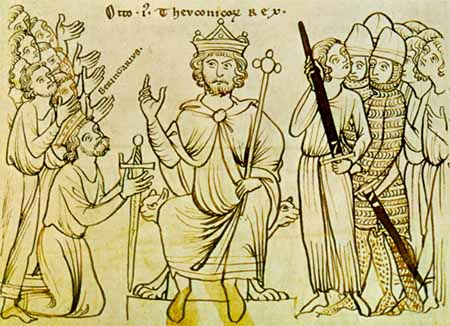
Otó I emperador del Sacre Imperi Romanogermànic

El Privilegium Othonis, també anomenat Privilegium Ottonianum o Diploma Ottonianum (en català, respectivament: Privilegi d'Otó, Privilegi Otonià i Diploma Otonià) és un privilegi emès a Roma el 13 de febrer del 962 per Otó I, recentment coronat emperador del Sacre Imperi Romanogermànic. Va establir que l'elecció papal només havia de tenir lloc amb el consentiment de l'emperador del Sacre Imperi Romanogermànic i en presència dels seus representants.
L'autenticitat del contingut del document, molt debatut, sembla certa, encara que la versió actualment existent, conservada a l'Arxiu Apostòlic Vaticà, sembla ser només un duplicat de l'original, que probablement s'ha perdut.

## Situacióante quem
Amb les donacions carolíngies del segle viii, la Santa Seu s'havia convertit en la propietària d'extensos territoris, des de l'Itàlia central fins a la Vall del Po. Tanmateix, el control efectiu del papat sobre els seus territoris estava lluny de ser concret, de fet, a mitjans del segle x el pontífex només controlava l'àrea de Roma i algunes ciutats del centre-nord del Laci. Els altres territoris formaven part formalment del Regnum Italicum, sota la corona del saxó Otó I des del 951 . L'únic que va poder restablir les prerrogatives de la seu apostòlica va ser el mateix Otó. El 962 el papa Joan XII va convidar Otó a Roma. El 2 de febrer Otó va ser coronat emperador del Sacre Imperi Romanogermànic. Uns dies més tard, els dos es van posar d'acord sobre quines concessions mútues havien de fer.

## Continguts
Els dos sobirans van confirmar la validesa de la Constitutio romana del monarca carolingi Lotari I del 824. Per tant, acordaren que l'elecció papal només s'havia de fer amb el consentiment del Sacre Emperador i en presència dels seus representants; a més, Otó s'atribuïa drets reals de vigilància, fins i tot militar, sobre la ciutat de Roma. Otó també es va comprometre a reconèixer totes les donacions concedides per Pipí el Breu (la Promissio Carisiaca de 754), encara que els territoris objecte de les donacions quedarien sota protecció imperial.

## Evolucions
L'any següent, Joan XII va trair el pacte d'aliança amb l'emperador. Descobert, va fugir. Otó va convocar un sínode a Sant Pere. En el sínode, que es va celebrar el 6 de novembre, l'emperador va introduir una clàusula al Privilegium, segons la qual cap futur papa podria ser elegit sense l'aprovació del sobirà regnant (mentre que en el primer esborrany del document l'aprovació imperial podria arribar fins i tot després de l'elecció).

## La reconfirmació
El Privilegium va ser reconfirmat a través del Diploma Heinricianum, conclòs el dia de Pasqua de 1020 entre el papa Benet VIII (1012–1024) i l'emperador Enric II (1002–1024) a Bamberg, amb motiu de la visita del papa a la ciutat.
Hanns Leo Mikoletzky l'anomena un "document sovint sobrevalorat" i afirma que Enric no hauria estat massa preocupat pel problema de les seves moltes condicions vinculants. "Això és perquè el context d'aquests privilegis s'ha de prendre d'una forma rígida, la confirmació de la qual potser era una qüestió de prestigi per al papat, però ja no una obligació exaltadora per al sobirà d'Alemanya. El reconeixement de la propietat de l'Església i dels drets que aquí s'expressen, sens dubte, hauria estat exigit per la Cúria en una emergència a nivell de confirmació prèvia per part d'Enric".

## L'abolició dels privilegis
En les dècades següents alguns pontífexs, començant per Lleó IX, van iniciar una reforma de l'Església i, en conseqüència, es van oposar al Privilegium, ja que limitava la seva autonomia. Va ser abolit per Nicolau II: el papa va emetre la butlla In nomine Domini (12 d'abril de 1059) amb la qual s'establia que, a partir d'aleshores, l'elecció del pontífex seria una prerrogativa exclusiva d'un Col·legi de Cardenals, reunits en conclave. L'abolició del Privilegi, confirmat en el Concili de Melfi I (3-25 d'agost de 1059), va ser una de les raons del dur xoc entre l'Església i l'Imperi de 1076 a 1122, conegut com la Controvèrsia de les Investidures.

## Pontífes nomenats sota el Privilegium Othonis
132. Lleó VIII (963-64 i 964-65)

133. Joan XIII (965-972)

134. Benet VI (972-74)

135. Benet VII (974-983) 

136. Joan XIV (983-84) 

137. Joan XV (997-98) 

Antipapa Joan XVI

139. Silvestre II (999-1003) 

149. Climent II (1046-47) 

151. Damas II ( juliol-agost 1048) 

152. Lleó IX ( 1049-1054) 

153. Víctor II (1054-57) 

155. Nicolau II (1058-1061).